# سنگدانه خودرو
سنگدانه خودرو (نام علمی: Lithospermum arvense) نام یک گونه از تیره گاوزبانیان است.